# Pentáschoinos
Pentáschoinos är ett periodiskt vattendrag i Cypern.   Det ligger i distriktet Eparchía Lárnakas, i den sydöstra delen av landet, 50 km söder om huvudstaden Nicosia.